# 阿南市消防本部
阿南市消防本部（あなんししょうぼうほんぶ）は、徳島県阿南市辰巳町の消防部局（消防本部）。管轄区域は阿南市全域。

## 概要
- 消防本部： 阿南市辰己町1-33
- 管内面積：279.54km2
- 職員数：100人
- 消防署1カ所、出張所2カ所

### 主力機械
2014年4月1日現在
- 消防ポンプ自動車：6
- 水槽付消防ポンプ自動車：1
- 化学消防ポンプ自動車：1
- 大型化学車：1
- はしご付消防自動車（大型高所放水車）：1
- 泡原液搬送車：1
- 救助工作車：1
- 救急自動車：4
- 指揮車：1
- 資機材搬送車：1
- 潜水救助車：1
- 消防バイク：2
- その他：7

## 沿革
- 1965年
  - 1月7日 阿南市消防本部設置する。
  - 3月1日 阿南市消防署を設置する。
- 1968年3月 阿南市消防本部・消防署を移転する。消防署に救急車を配置し、救急業務を開始する。
- 1975年4月1日 阿南市・那賀郡那賀川町及び羽ノ浦町の1市2町により阿南消防組合が発足する。
- 1981年4月1日 阿南消防組合消防署北出張所が業務を開始する。
- 1982年10月1日 阿南消防組合消防署南出張所が業務を開始する。
- 2003年4月1日 阿南消防組合消防署北出張所を廃止する。阿南消防組合消防署が移転し業務を開始する。
- 2005年11月1日 阿南消防組合消防署西出張所が業務を開始する。
- 2006年3月20日 阿南市・那賀郡那賀川町及び羽ノ浦町が合併し新たな阿南市が発足したことに伴い、阿南市消防本部・阿南市消防署に名称変更する。
- 2009年4月1日 水難救助潜水隊が発足する。

## 組織
- 本部 - 総務課、警防課、予防課、情報管制課
- 消防署 - 第一消防課、第二消防課、第三消防課

## 消防署
| 消防署       | 住所       | 出張所                                     |
| ------------ | ---------- | ------------------------------------------ |
| 阿南市消防署 | 辰己町1-33 | 南：橘町大浦9番地1 西：長生町西方365番地１ |

- 廃止・移転等
  - 北出張所：那賀川町黒地308番地1

## 不祥事・ミス・事故

### 職員による不祥事
- 2019年8月8日 - 市消防本部に勤務する男性消防士1人30代（当時）が酒席で後輩の足を蹴った[1]。
- 2019年12月28日、2020年1月12日 - 市消防本部に勤務する男性消防士27歳（当時）が同僚男性消防士35歳（当時）の財布から各1万円（合計現金2万円）を盗んだ[2]。同僚から被害届を受けた阿南警察署が窃盗容疑で捜査している。
- 2020年8月7日 - 市消防本部に勤務する男性消防士5人（20代～30代）が、8月7日、徳島県美波町の海岸で持参したもりを使ってイセエビやサザエ、トコブシを密漁した疑いが持たれている。捕ったイセエビなどでバーベキューをして食べていたところを、徳島海上保安部に発見されて事情聴取を受けた。5人は漁業法違反に問われる可能性があり、地元の漁業協同組合が刑事告訴を検討している[3]。